# Níkos Nicoláou
Pour les articles homonymes, voir Nicolaou.
Níkos Nicoláou (en grec : Νίκος Νικολάου), né le 5 août 1973 à Limassol en Chypre, est un footballeur international chypriote, qui évoluait au poste de défenseur.

## Biographie

### Carrière en club
Nicolaou commence sa carrière de footballeur professionnel à Nea Salamina Famagouste, un club du championnat chypriote, où il reste pendant 10 ans.
Lors de l'été 2001, à 28 ans, il donne un nouveau souffle à sa carrière en partant pour l'Anorthosis Famagouste, un club plus huppé avec qui il remporte deux championnats.
Le 16 septembre 2008, après disputé quelques tours préliminaires, il joue son premier match de Ligue des champions contre le Werder Brême en étant titulaire. Le match se termine sur un 0-0. Puis au match retour, le 26 novembre 2008, il marque le 1er but de son équipe à la 62e en reprenant de volé un corner de Sávio (2-2).

### Carrière internationale
Níkos Nicoláou compte 29 sélections et 1 but avec l'équipe de Chypre entre 1999 et 2005. 
Il est convoqué pour la première fois par le sélectionneur national Paníkos Georgíou pour un match amical contre l'Estonie le 16 mars 1999 (défaite 2-1). 
Par la suite, le 15 mai 2002, il inscrit son seul but en sélection contre la Grèce, lors d'un match amical (défaite 3-1). Il reçoit sa dernière sélection le 7 septembre 2005 contre la Suisse (défaite 3-1).

## Palmarès
- Avec l'Anorthosis Famagouste
  - Champion de Chypre en 2005 et 2008
  - Vainqueur de la Coupe de Chypre en 2002, 2003 et 2007
  - Vainqueur de la Supercoupe de Chypre en 2007